# 2003 QZ90
2003 QZ90 est un cubewano encore très mal connu n'ayant été observé que 3 fois.